# 朱恬烆
沁水昭定王朱恬烆（1514年—1561年），號立庵，明朝瀋藩第六代沁水王，沁水莊和王朱胤欀嫡長子，著有《遜學書院集》。

## 生平
嘉靖二十四年（1545年）十二月，明世宗遣武靖伯趙國斌等為正使，翰林院編修高拱等為副使，持節冊封朱恬烆為沁水王。
嘉靖四十年（1561）去世，六年後其第四子朱珵堦嗣位。

## 評價
容儀恭美，純行不爽。